# Hardmühle (Dinkelsbühl)
Hardmühle ist ein Gemeindeteil der Großen Kreisstadt Dinkelsbühl im Landkreis Ansbach (Mittelfranken, Bayern). Hardmühle liegt in der Gemarkung Seidelsdorf.

## Geografie
Die Einöde liegt am Hardgraben (im Mittellauf Mühlgraben, im Unterlauf Walkenweiherbach genannt), der ein rechter Zufluss der Wörnitz ist, und unmittelbar westlich des Ortes den Mühlweiher speist. Der Ort liegt in einer flachhügeligen Landschaft und ist von Acker- und Grünland umgeben. Im Süden wird die Flur Lach genannt, im Westen Heiligenfeld. 0,75 km nordwestlich liegt das Hirtenhölzle. Die Kreisstraße AN 44/K 2646 führt an Oberhard vorbei nach Buckenweiler (2 km westlich) bzw. zur Staatsstraße 2220 bei Rain (1,2 km östlich).

## Geschichte
Die Fraisch über Hardmühle war strittig zwischen dem ansbachischen Oberamt Crailsheim, dem oettingen-spielbergischen Oberamt Mönchsroth und der Reichsstadt Dinkelsbühl. Gegen Ende des 18. Jahrhunderts bildete es mit Buckenweiler, Oberhard und Hardhof eine Realgemeinde. Die Dorf- und Gemeindeherrschaft hatte das Oberamt Mönchsroth. Die Mühle hatte das Spital der Reichsstadt Dinkelsbühl als Grundherrn. Von 1797 bis 1808 unterstand der Ort dem Justiz- und Kammeramt Crailsheim.
Im Jahr 1809 wurde Hardmühle infolge des Gemeindeedikts dem Steuerdistrikt Segringen und der Ruralgemeinde Seidelsdorf zugeordnet. Am 1. Juli 1970 wurde Hardmühle nach Dinkelsbühl eingegliedert.

### Ehemaliges Baudenkmal
- Das zweigeschossige, einfachere Mühlengebäude, verputzt, dürfte noch aus dem späten 17./18. Jahrhundert stammen, wurde im 19. Jahrhundert zum Teil erneuert. Verkröpfte Türrahmung aus Haustein, als Schlussstein Rocaillekartusche mit Müllerzeichen, bezeichnet „J. S. M.“ (= Mack) „1808“. Im Obergeschoss Ofen mit Gusseisenplatten, frontal dargestellt Mühlrad und Inschrift „Franz Xaver Mack 1867“, an seitlichen Platten Müllerfuhrwerk, Sämann sowie Muttergottes mit den Aposteln Petrus und Paulus. Am Steinsockel Mühlrad.[10]

### Einwohnerentwicklung
| Jahr      | 001818 | 001840 | 001861 | 001871 | 001885 | 001900 | 001925 | 001950 | 001961 | 001970 | 001987 | 002015 |
| Einwohner | *21    | 10     | 11     | 7      | 10     | 6      | 6      | 8      | 7      | 6      | 4      | 4      |
| Häuser    | *3     | 1      |        |        | 1      | 1      | 1      | 1      | 1      |        | 1      |        |
| Quelle    | [ 12 ] | [ 13 ] | [ 14 ] | [ 15 ] | [ 16 ] | [ 17 ] | [ 18 ] | [ 19 ] | [ 20 ] | [ 21 ] | [ 22 ] | [ 1 ]  |

## Religion
Der Ort ist seit der Reformation evangelisch-lutherisch geprägt und bis heute nach St. Vinzenz (Segringen) gepfarrt. Die Katholiken sind nach St. Georg (Dinkelsbühl) gepfarrt.